# Nikolai Trifonov
Nikolai Aleksandrovich Trifonov (em russo:  Николай Александрович Трифонов; São Petersburgo  23 de Fevereiro de 1891 – Kazan, 9 de Dezembro de 1958)  foi um  químico russo, tendo sido um dos fundadores de uma escola científica - química de soluções concentradas em análises físicas e químicas. Seu título era Professor, Doutor em Ciências Químicas.

## Biografia
Nascido na família de um oficial. Sua mãe, Alexandra Vasilievna, era em sua juventude uma dama de honra da imperatriz russa.
Em 1909, ele se formou na Escola Real em Novgorod, após o que ele entrou para a faculdade metalúrgica do Instituto Politécnico de São Petersburgo. Instituto Politécnico de Petersburgo]]. Entre seus professores estavam Nikolai Kurnakov, Vladimir Kistyakovskii, Pavel Fedotiev, Abram Ioffe e Aleksandr Baykov.
Depois de se formar na universidade, desde 1918 ele estava no comando do laboratório do Comitê Regional de Petrogrado para o Suprimento do Exército Vermelho. Desde 1919, ele trabalhou no Departamento de Química Inorgânica e Física, e desde 1923 - no Departamento de Física da Saratov University. De 1927 a 1932 foi chefe do Departamento de Química Inorgânica e Física da Faculdade de Medicina da Universidade de Perm (desde 1928 - Professor). 
Em 1932, ele foi chamado de Moscou para trabalhar no Instituto de Defesa Química, juntamente com Viktor Ust-Kachkintsev e Roman Merzlin. 
Em 1939-1945, ele era o chefe do Departamento de Química Física e Colóide da Universidade Estadual de Rostov. 
Em 1935, ele foi condenado pelas acusações de espionagem. O jovem Aleksandr Solzhenitsyn, que em 1936-1941 era aluno da Universidade de Rostov, mais tarde no livro "O Arquipélago Gulag", mencionou que deixou uma marca na personalidade de Trifonov: 
Citação: "Na Universidade de Rostov, quando eu ainda era estudante, havia o professor Nikolkay Trifonov, um professor estranho: sua cabeça estava constantemente enfiada em seus ombros, ele estava sempre tenso, com medo, nunca respondia quando você o chamava. Mais tarde ficamos sabendo: ele já havia sido preso - e cada granizo no corredor poderia ser de agentes da NKVD, ele pensou. " 
Em 1940 defendeu sua tese de doutorado em Rostov-on-Don sobre o tema "Análise física e química de sistemas líquidos binários na forma de isotermas de tensão superficial". Doutor em Ciências Químicas desde 1941.
De 1945 a 1948 foi chefe do Departamento de Química Física e Coloidal da Universidade de Kazan. Ao mesmo tempo, dirigiu-se ao Departamento de Físico-Química da filial de Kazan da Academia de Ciências da URSS.